# Cuenca (Spanien)

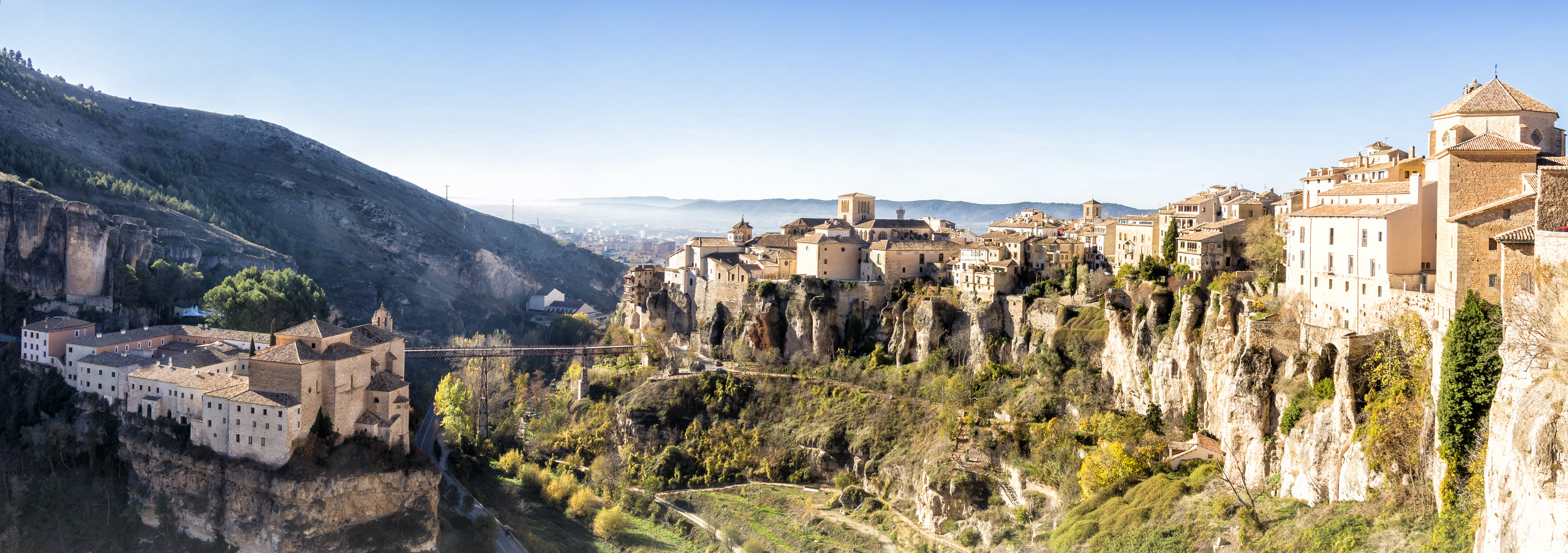
Cuenca – Stadtansicht

Cuenca (ˈkweŋka) ist eine 53.429 Einwohner (Stand: 2024) zählende Stadt in der spanischen Autonomen Region Kastilien-La Mancha und Hauptstadt der gleichnamigen Provinz Cuenca. Der Ort ist mit einem Standort der Universität Kastilien-La Mancha eine Universitätsstadt. Im Jahr 1996 wurde die Altstadt von Cuenca von der UNESCO zum Weltkulturerbe erklärt.

## Lage und Klima
Geographisch gesehen liegt Cuenca auf dem Übergang zwischen der Cuenca-Gebirgsregion und der La-Mancha-Ebene. Das historische Zentrum der Stadt liegt auf einem ca. 950 m hohen Felsplateau zwischen den beiden Flüsse Júcar und Huécar. Die Entfernung nach Madrid beträgt ca. 165 km (Fahrtstrecke) in nordwestlicher Richtung; die Großstadt Valencia befindet sich ca. 200 km südöstlich. Das Klima ist aufgrund der zentralen Lage auf der iberischen Halbinsel kontinental geprägt; es gibt warme bis heiße Sommer und durchaus kühle bis kalte Wintertage. Regen (ca. 550 mm/Jahr) fällt überwiegend im Winterhalbjahr.

## Verkehr
Cuenca verfügt über einen innerstädtischen Bahnhof, der an das Regionalzugnetz angeschlossen ist. Im Jahr 2010 wurde eine neue Hochgeschwindigkeitsstrecke errichtet, die Madrid-Atocha und Valencia verbindet. Ein Teil der Verbindungen macht Halt im neuen Bahnhof, der außerhalb der Stadt liegt, und bietet damit den Besuchern Cuencas täglich Verbindungen nach Madrid, Valencia und anderen Städten.
Daneben bestehen auch Busverbindungen. Die Autobahn A-40 verbindet die Stadt mit der A-3 in Tarancon.

## Bevölkerungsentwicklung
| Jahr      | 1857  | 1900   | 1950   | 2000   | 2021   |
| Einwohner | 7.610 | 10.756 | 24.836 | 45.707 | 53.988 |

Die Reblauskrise im Weinbau und die Mechanisierung der Landwirtschaft haben im 20. Jahrhundert zu einer Landflucht und zu einem starken Bevölkerungswachstum geführt.

## Wirtschaft
Bereits in maurischer Zeit war Cuenca ein Zentrum der Textil- und Teppichherstellung – ein Wirtschaftszweig, der bis heute von Bedeutung ist. Im 20. Jahrhundert kam der Tourismus als Erwerbsgrundlage hinzu.

## Bildung

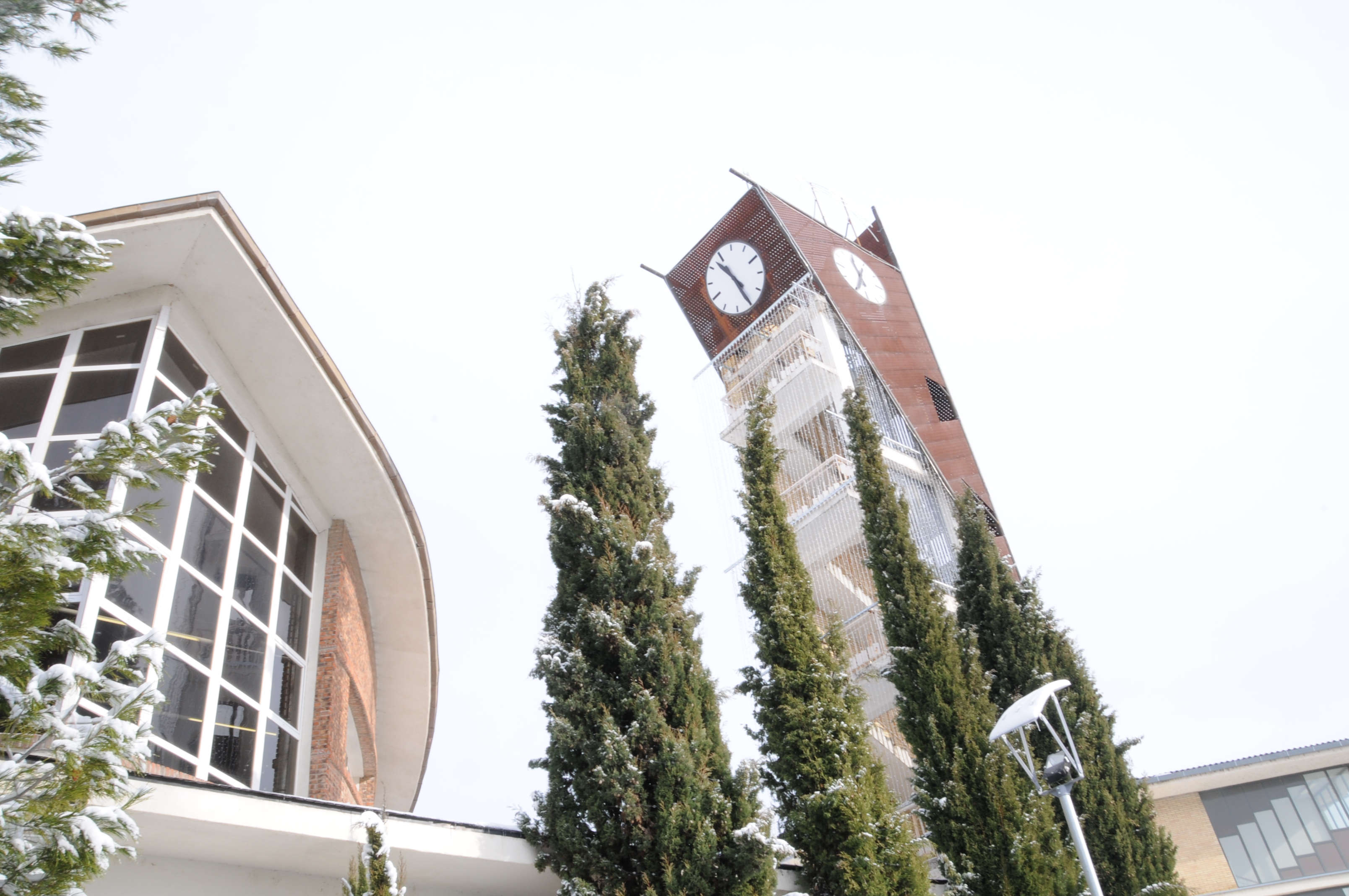
Universitätsbibliothek

Cuenca ist einer der vier Hauptstandorte der Universität Kastilien-La Mancha.

## Geschichte
Die Region war während der Römerzeit kaum besiedelt. Erst als die Mauren Anfang des 8. Jahrhunderts die Region eroberten, erkannten diese die strategisch günstige Lage und erbauten dort die Festung unter dem Namen Kunka. Noch heute ist der arabische Einfluss in der Stadt sichtbar. König Alfons VIII. nahm im Zuge der Rückeroberung (reconquista) die Stadt im Jahr 1177 nach neunmonatiger Belagerung den Mauren ab. Kurz danach war Baubeginn für die gotische, sich an französischen Vorbildern orientierende Kathedrale der Stadt. Im Jahr 1257 erhielt Cuenca die Stadtrechte.

## Sehenswürdigkeiten

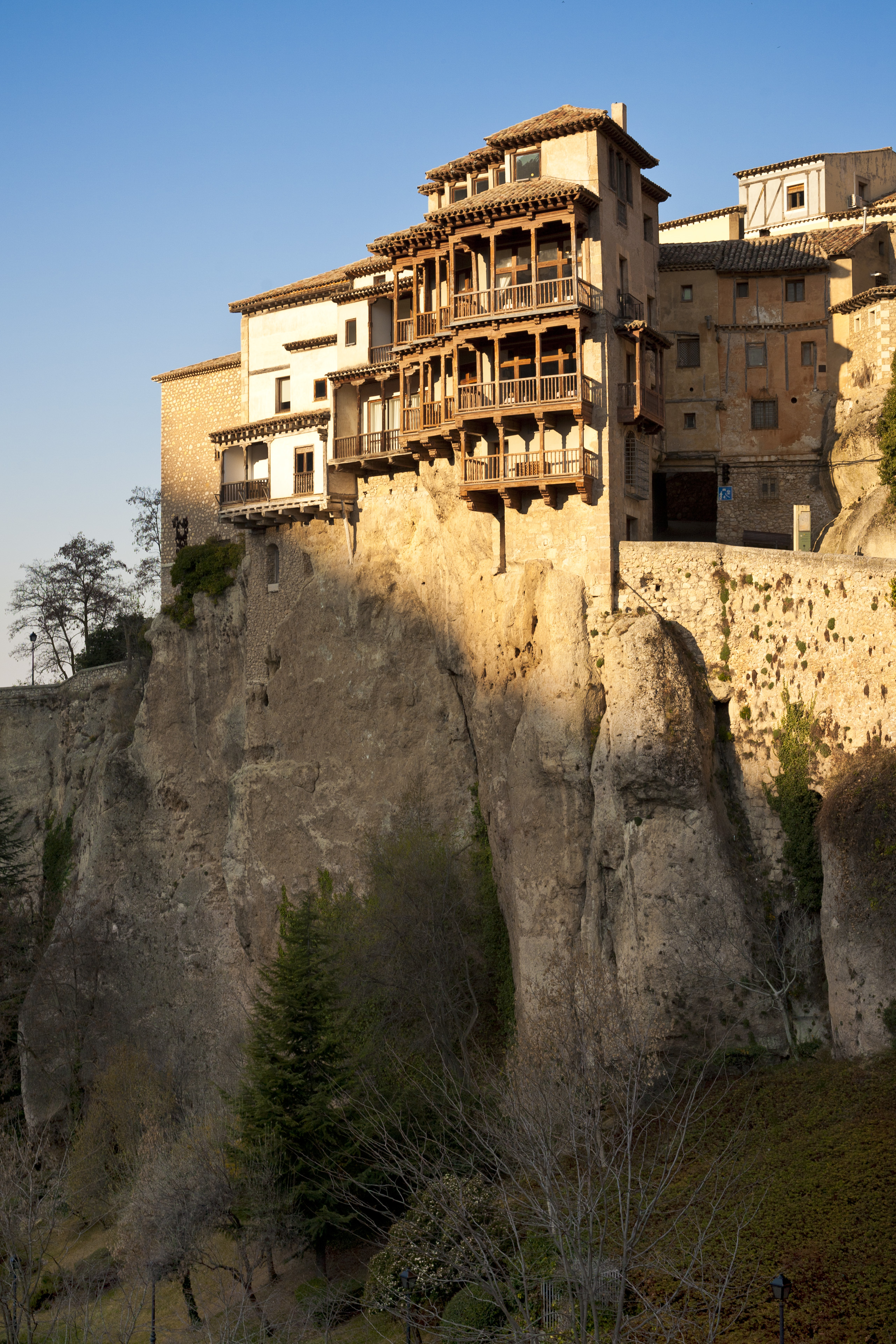
„Hängende Häuser“ (Casas colgadas)

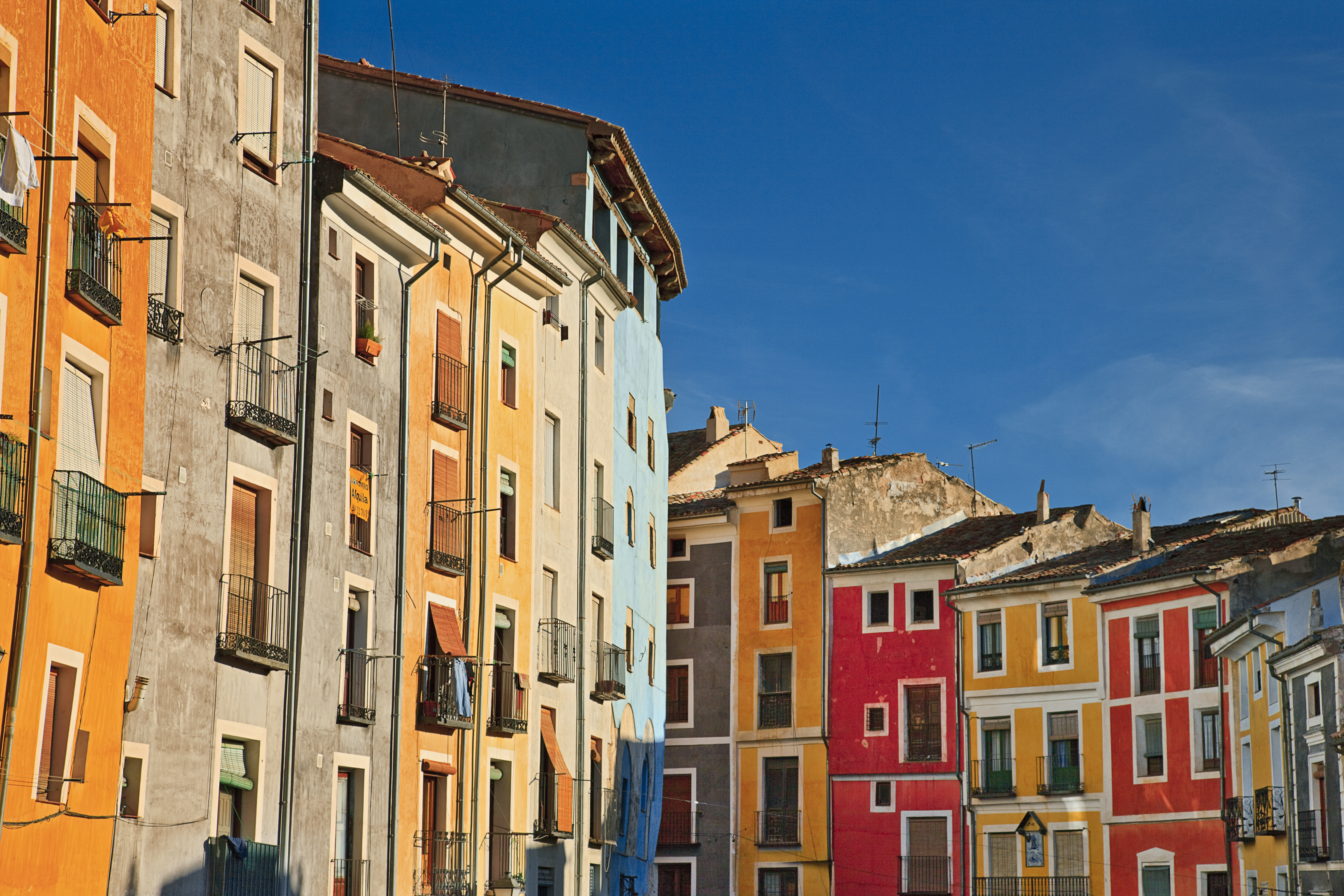
Altstadtstraße in Cuenca

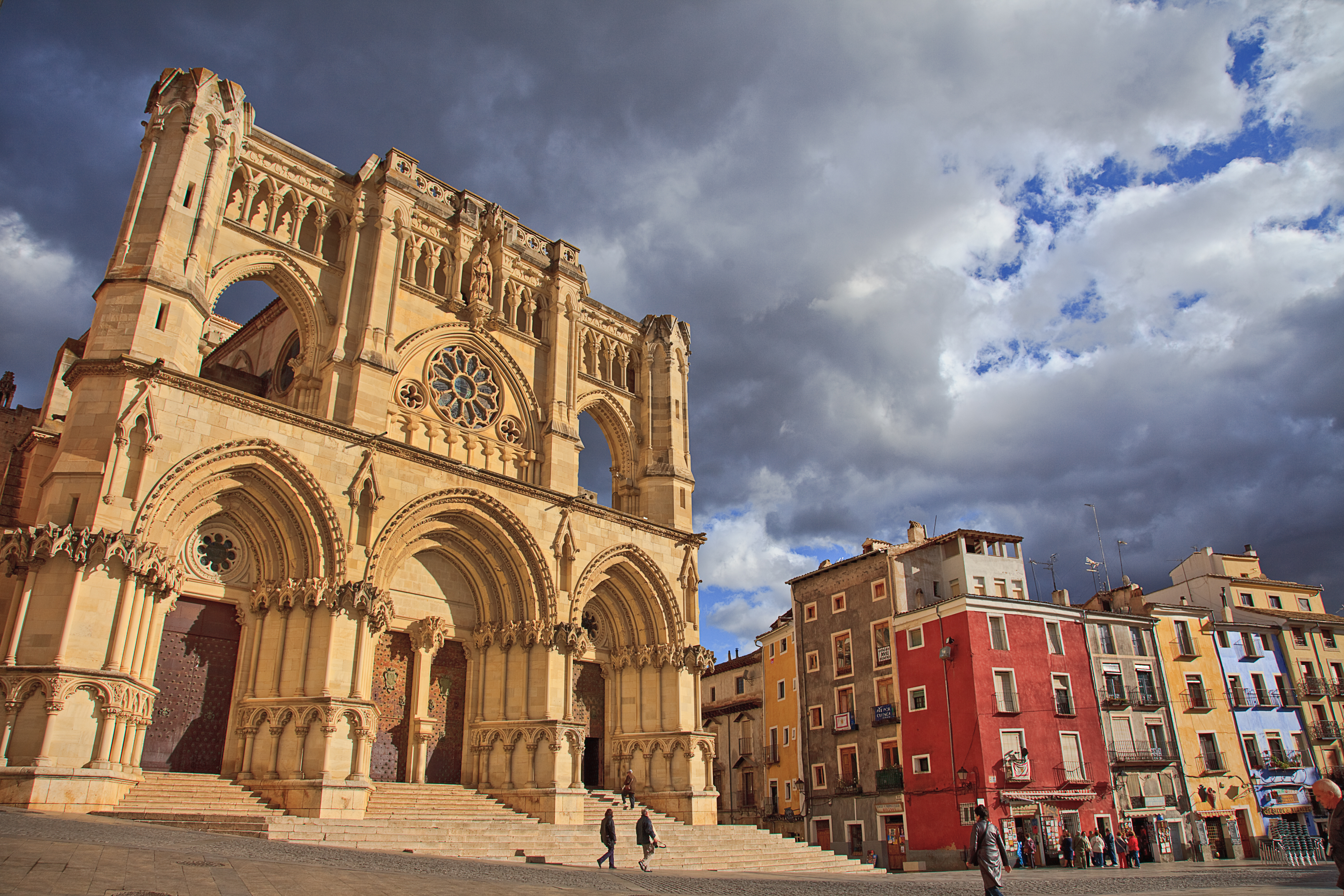
Kathedrale von Cuenca

- Die von kleinen Straßen und Gässchen durchzogene Altstadt ist mit ihrer malerischen Lage auf dem Felsplateau wohl eine der interessantesten historischen Stadtanlagen Spaniens mit vielen spektakulären Aussichtspunkten.
- Die berühmten „hängenden Häuser“ (las casas colgadas) sind die faszinierendste Sehenswürdigkeit der Stadt.
- An der Kathedrale von Cuenca wurde vom 12. bis zum 20. Jahrhundert gebaut.
- Darüber hinaus gibt es zahlreiche Kirchen und Klöster.
- Weitere wichtige Bauwerke sind die Stadtverwaltung aus dem 18. Jahrhundert, der Bischofspalast und die Burg, die als Erweiterung einer arabischen Festung aus dem 10. Jahrhundert entstanden ist.
- Ca. 35 km nördlich der Stadt befinden sich im Júcar-Tal die Felsen der Verzauberten Stadt.

## Museen
- Cuenca beherbergt in einem der "hängenden Häuser" seit 1966 das Museum für abstrakte spanische Kunst (Museo de Arte Abstracto Español), eine spektakuläre Sammlung abstrakter Kunst. Das Museum verfügt über eine ständige Ausstellung mit Hunderten von Gemälden und Skulpturen wichtiger Vertreter der abstrakten spanischen Kunst aus den 50er und 60er Jahren.[4]

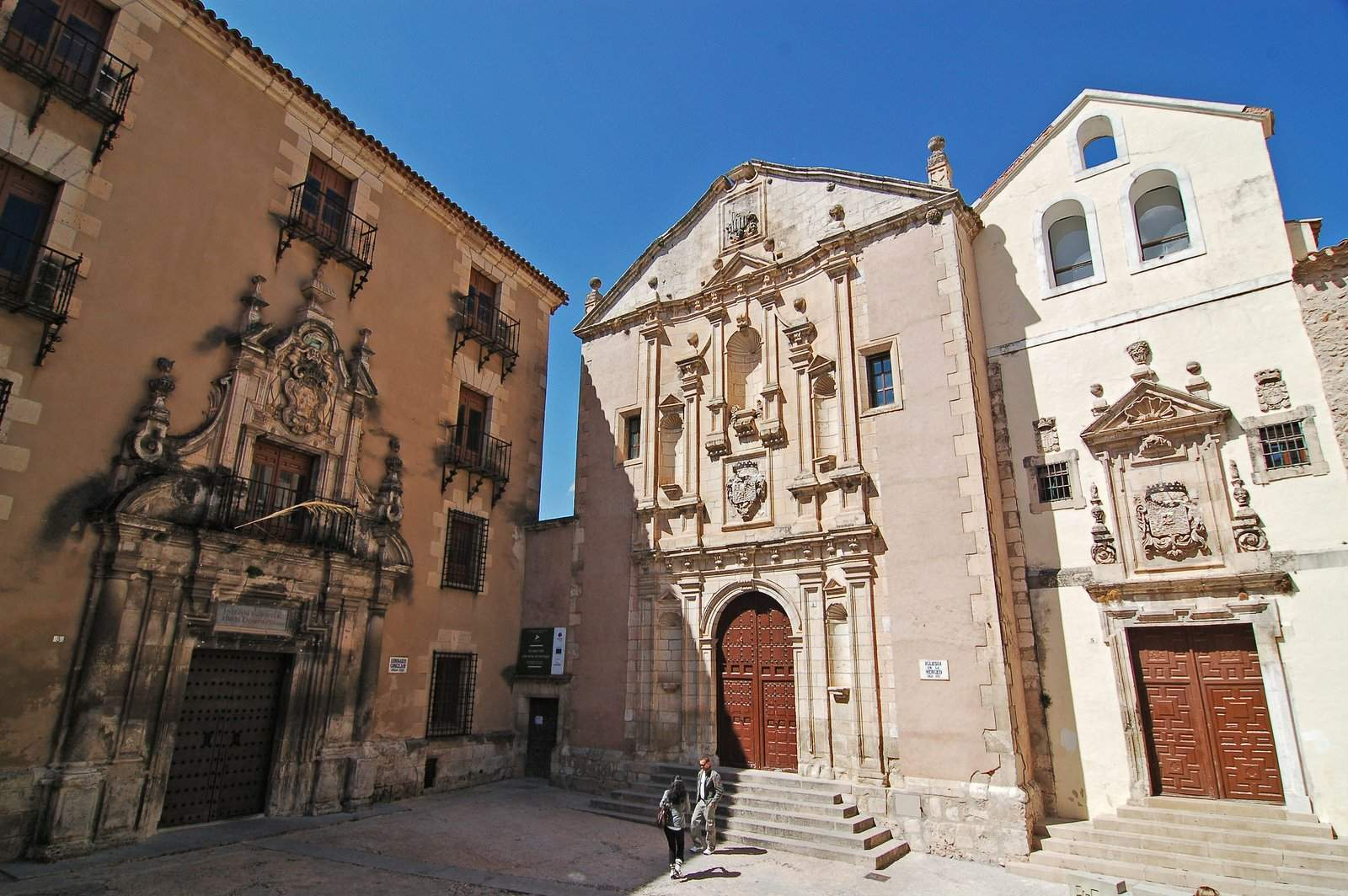
Cuenca – Platz vor der Kirche La Merced

- Das Museo de Cuenca befindet sich in der sogenannten Straße Casa del Curato und zeigt archäologische Funde und die Geschichte der gesamten Provinz Cuenca, seit dem Paläolithikum bis zur Moderne. Besonders bemerkenswert ist seine Münzsammlung.[5]
- Die Fundación Antonio Pérez liegt im alten Kloster der Karmeliten (17. Jahrhundert) und ist ein bekannter Schauort zeitgenössischer Kunst. Es beherbergt unter anderem Werke von Millares, Gordillo, Torner, Antonio Saura, Zóbel, Canogar, Brossa und Warhol.
- Das Wissenschaftsmuseum La Mancha (Museo de las Ciencias de Castilla-La Mancha) ist in einem ehemaligen Obdachlosenheim (Antiguo Asilo de Ancianos Desamparados) untergebracht. Es ist in vier Säle und ein Planetarium aufgeteilt, die in didaktischer und dynamischer Weise eine Vielzahl von wissenschaftlichen Themen behandeln.[6]
- Das Museum „Ars Natura“ hat die Einzigartigkeit und Biodiversität der Region Castilla-La Mancha zum Thema. Gelegen auf dem Hügel Molina, besteht es aus zwei Teilen. Der erste ist das Museumsgebäude selbst, das die neun natürlichen Einheiten von Castilla-La Mancha thematisiert. Der zweite Teil besteht aus einem botanischen Garten um das Gebäude herum.[7]

Weitere Museen in Cuenca sind:
- Tesoro Catedralicio
- Museo Diocesano de Arte Religioso
- Fundación Antonio Saura-Casa Zavala
- Museo Internacional de Electrografía
- Espacio Torner
- Museo de la Semana Santa

## Kulturelle Veranstaltungen
Jedes Jahr seit 1962 findet in der Karwoche das Musikfestival „Woche der Geistlichen Musik“ (Semana de la Música Religiosa de Cuenca) statt. Für das Festival wurden jährlich Kompositionsaufträge an renommierte Komponisten vergeben, wie an Héctor Parra, José María Sánchez Verdú oder Klaus Lang; diese Tradition ruht derzeit aufgrund fehlender Finanzierungsmöglichkeiten. Gleichzeitig wird versucht das kirchenmusikalische Repertoire zu erweitern und unbekannte oder verschollene Werke aufzuführen. Durch die Programmgestaltung sollen möglichst viele unterschiedliche Genres und musikalische Formationen innerhalb der Sakralmusik abgebildet werden.

## Söhne und Töchter der Stadt
- Mazaly Aguilar (* 1949), Politikerin
- Juan Albacete Sáiz (1889–1962), römisch-katholischer Ordensgeistlicher, Apostolischer Präfekt von San Francisco Javier
- Pablo Andújar (* 1986), Tennisspieler
- Andrés Carrascosa Coso (* 1955), römisch-katholischer Erzbischof und Diplomat
- Juan Díaz (1510–1546), Gelehrter und Protestant
- Leonardo de Figueroa (um 1650–1730), Architekt
- Luis de Molina (1535–1600), Jesuit und Theologe
- Alonso de Ojeda (1466–1515/1516), Seefahrer und Entdecker
- Alfonso de Valdés (um 1490–1532), Humanist, Sekretär und Politiker
- Juan de Valdés (um 1490–1541), Sekretär, Humanist, Theologe und Autor
- Julián Ruiz Martorell (* 1957), römisch-katholischer Bischof von Sigüenza-Guadalajara
- María Martínez Ayerza, Professorin für Blockflöte